# Фриис, Якоб
Якоб Юхан Зигфрид Фриис (норв. Jakob Johan Sigfrid Friis; 27 апреля 1883 — 12 декабря 1956) — норвежский левый социал-демократ, позднее деятель Коминтерна, журналист. Проповедовал скандинавизм в рабочем движении.

## Биография
Родился в 1883 году в Рёрусе. Окончил университет в Осло. В 1909 получил степень кандидата филологии, после чего занялся журналистикой (издания «Социал-демократ» в 1909—1912, «Ny Tid» в 1915—1917, «Рабочая газета» в 1917—1924).
В годы Первой мировой войны стоял на интернационалистских позициях.
Был одним из лидеров Норвежской рабочей партии, входившей в 1919—1922 в Коминтерн. Представлял Рабочую партию на Втором и Третьем конгрессах Коминтерна. Участник съездов НРП в 1911—1927.
В 1920—1921 — член Исполкома Коминтерна. В 1925—1928 — редактор газеты «Рыоканская рабочая газета» (норв. «Rjukan Arbei-derblad»).
В 1928 вышел из Норвежской рабочей партии и вступил в Коммунистическую партию Норвегии, работал сотрудником «Норвежской коммунистической газеты» (норв. «Norges Kommunistblad») и преподавателем Международных ленинских курсов в Москве. В 1930—1936 был главным редактором Энциклопедии трудящихся (норв. «Arbeidernes Leksikon»). Выступал против предоставления убежища Л. Троцкому, приехавшему в Норвегию в 1935, и организовал кампанию против него во время проживания Троцкого в Осло.
В 1936 вернулся в Норвежскую рабочую партию, возглавлял её левое крыло.
После Второй мировой войны активно выступал против вхождения Норвегии в НАТО, за дружбу Норвегии с Советским Союзом. В 1945—1953 — депутат стортинга.
В качестве архивного работника работал в Национальном архиве Норвегии (1912—1915), архивах Тронхейма (1915—1917), Христиании (1917—1922) и Кристиансанна (1934—1953).